# Anders Lorentzson

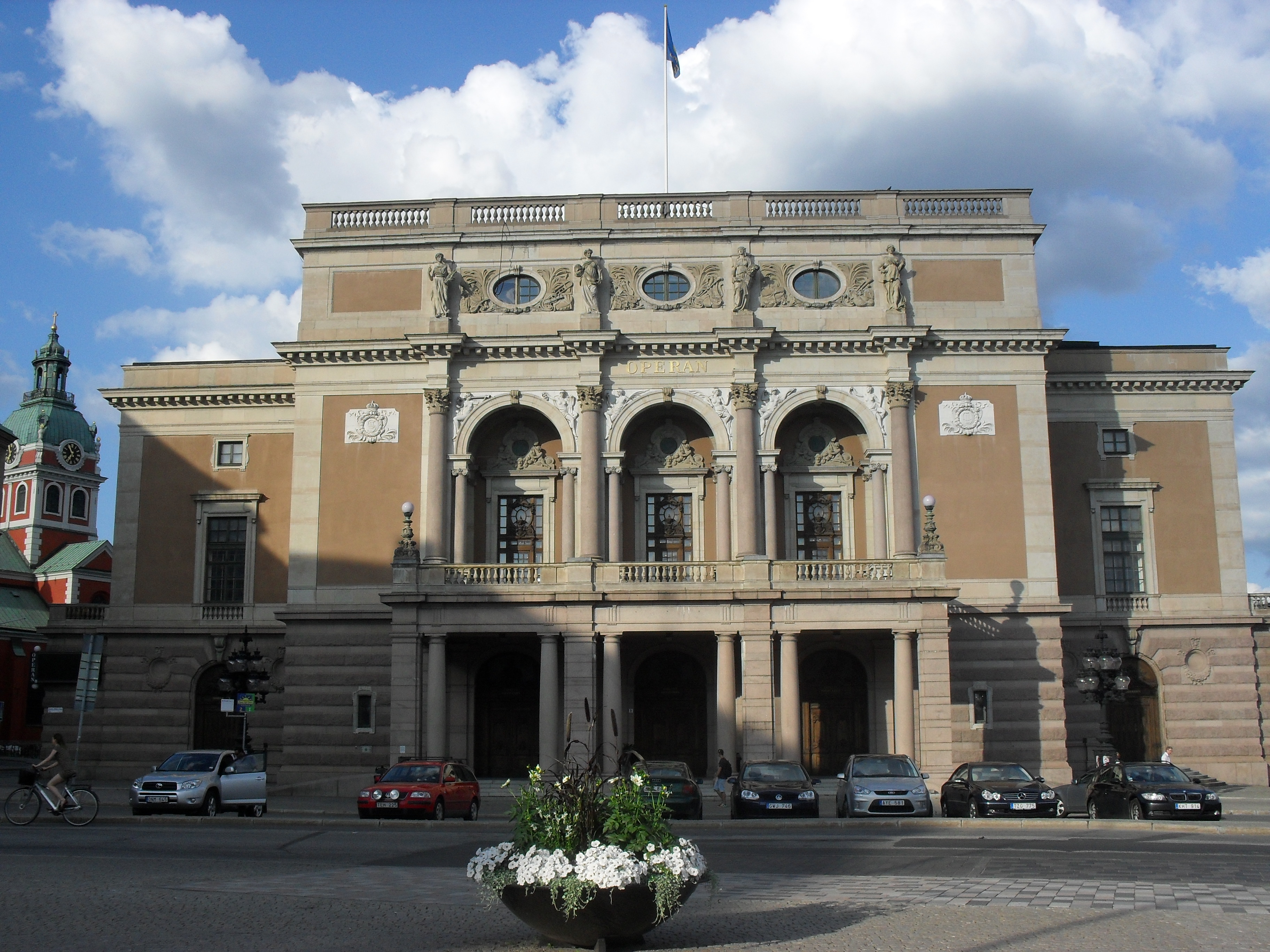
Kungliga Operan i Stockholm där Anders Lorentzon inledde sin karriär och där han även varit engagerad 2014–16.

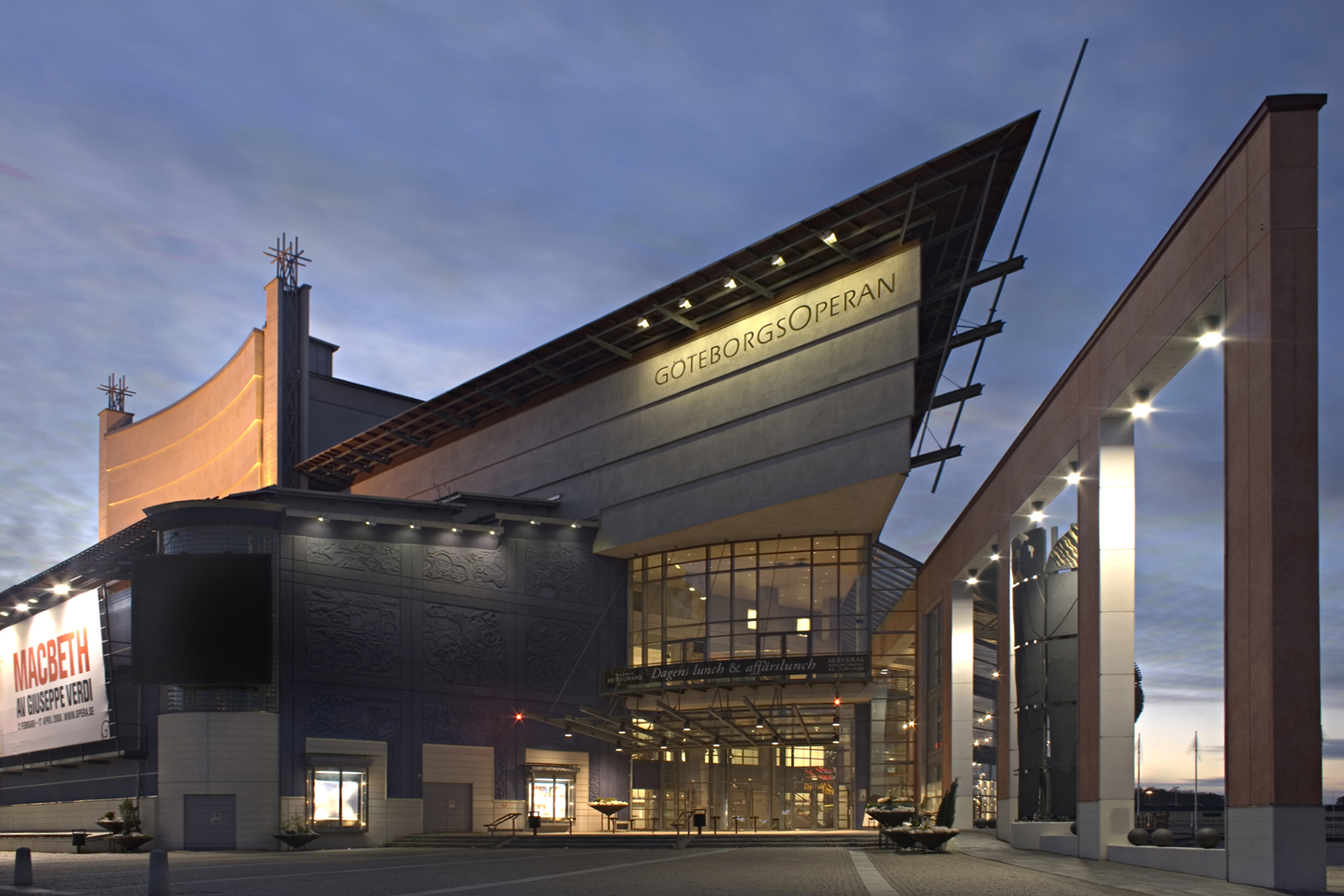
Göteborgsoperan är Lorentzons hemmascen sedan 1994.

Dan Anders Göran Lorentzson, född den 11 april 1955 i Ambjörnarp i Västergötland, är opera- och konsertsångare (basbaryton).
Vid Göteborgsoperan har särskilt uppmärksammats hans tolkningarna av Baron von Ochs i Rosenkavaljeren (2002), Wotan i Valkyrian (2004), titelrollen i Falstaff (2005-06) och Banco i Macbeth (2008 och 2016).

## Utbildning
Lorentzson studerade vid Operastudio 67 i Stockholm, musiklinjen på Birkagårdens folkhögskola och Operahögskolan i Stockholm. Han framträdde som Giorgio i Luigi Riccis Pigan och Husaren/La Serva e L’ussero på Vadstena-Akademien 1982. Några år senare hade han rollen som furste Atrace i Alessandro Melanis Den straffade gudlöse/Don Juan 1669. Under åren 1984–87 var han engagerad vid Piccolaoperan.

## Från Kungliga Operan till Göteborgsoperan och tillbaka igen
Lorentzson engagerades vid Göteborgsoperan när den var nystartad 1994. Tidigare var han solist på Kungliga Operan i Stockholm från 1985. Lorentzson har gjort en rad roller på Kungliga Operan som Sparafucile i Rigoletto, Titurel i Parsifal och Basilio i Barberaren i Sevilla. Under våren 2014 hade han rollen som Kommendören i Don Giovanni. Under våren 2016 har han rollen som Arkel i Pelléas och Mélisande. Han var engagerad på Metropolitan Opera under hösten 2014 som ersättare för rollerna Sarastro i Trollflöjten och Veit Pogner i Mästersångarna i Nürnberg.
Hans senare roller på Göteborgsoperan är bland andra Mr. Flint i Billy Budd (2013) och Peneios i den konsertant framförda Daphne (2014). Han har även haft rollen som Riddar Blåskägg i Riddar Blåskäggs borg under april–maj 2015. I den nyskrivna operan Notorious med världspremiär 19 september 2015 hade Lorentzson den tysta rollen som Alicias far – på pricken lik Alfred Hitchcock. Från november 2015 till februari 2016 hade han rollen som Kolenatý i Fallet Makropulos, framförd på originalspråket tjeckiska.
Bland hans många övriga roller på Göteborgsoperan kan nämnas: 
- Figaro (1994–95) i Figaros bröllop
- Frank i Läderlappen (1994–95) och (2009)
- Holländaren i Den flygande holländaren (1995)
- Leporello i Don Giovanni (1995)
- Don Prudenzio i Resan till Reims (1998–99)
- Colline i La Bohème (1998-99)
- Lindorf, Coppelius, Dapertutto och doktor Mirakel i Hoffmanns äventyr (1999)
- Doktorn i Wozzeck (1999)
- Vandraren i Siegfried (2000)
- Javert i Les Misérables (2000)
- Basilio i Barberaren i Sevilla (2000-01)
- Kungen i Aida (2001)
- Geronte i Manon Lescaut (2002)
- En fältskär i Ödets makt (2004)
- Greve Waldner i Arabella (2006-07)
- Osmin i Enleveringen ur Seraljen (2007)
- Mefistofeles i Faust (2007)
- Martin Zapater i Goya (2009)
- Hans Sachs i Mästersångarna i Nürnberg (2010)
- Filip II i Don Carlos (2010–11)
- Vattenanden i Rusalka (2012)
- Jacopo Fiesco i Simon Boccanegra (2013)
- Baron Scarpia i Tosca (2014)[3][5]
- Löjtnant Zoniga i Carmen (2016)
- Oroveso i Norma (2017)[3]
- Herr Arne i Herr Arnes penningar (2022)

## Gästspel
Lorentzson gästade 2007 Vilnius-operan i Litauen som Wotan i Valkyrian liksom vid deras sommarturné till Ljubljana i Slovenien och Ravenna-festivalen i Italien. Denna roll har han även sjungit i Taipei på Taiwan (2013). Han har dessutom gästspelat vid Malmö Opera, Drottningholms slottsteater, Nyslotts operafestival (1989), Bolsjojteatern i Moskva (1989) och på Prags Nationalopera.

## Konserter
På konsertscenen har Lorentzon ofta framträtt i verk som Händels Messias, Mozarts Requiem, Haydns Skapelsen och Verdis Requiem.

## Stipendier
- Lorentzson fick 1994 stipendium från Set Svanholms minnesfond.[8]
- Sten A Olssons kulturstipendium, 2005.
- GöteborgsOperans Vänners stipendium 2010.[9]